# Le Temps d'apprendre à vivre
Le Temps d'apprendre à vivre est un court métrage français réalisé  par Henri Graziani, sorti en 1965.

## Fiche technique
- Titre : Le Temps d'apprendre à vivre
- Réalisation : Henri Graziani
- Scénario et dialogues : Henri Graziani
- Photographie : André Villard
- Montage : Levi Alvarès
- Production : La Grande Ourse
- Producteur : Fred Tavano
- Pays d'origine : France
- Durée : 13 minutes
- Date de sortie : 1965
- Visa : 25160

## Distribution
- Claude Berri : Simon
- Michèle Méritz : Anna
- Roger Langmann : Léo